# Resolución 2068 del Consejo de Seguridad de las Naciones Unidas
La resolución 2068 del Consejo de Seguridad de las Naciones Unidas fue adoptada el 19 de octubre de 2012 y se refiere a la protección integral de los niños afectados por los conflictos armados.
Entre otras cuestiones, la resolución ... 

Condena enérgicamente todas las violaciones del derecho internacional aplicable relacionadas con el reclutamiento y la utilización de niños por las partes en un conflicto armado, así como los casos de reclutamiento repetido, muerte y mutilación, violación y otros actos de violencia sexual, secuestros, ataques contra escuelas u hospitales y denegación del acceso humanitario por las partes en un conflicto armado, y exige a todas las partes interesadas que pongan fin de inmediato a tales prácticas y adopten medidas especiales para proteger a los niños;

Cuatro de los quince miembros del Consejo de Seguridad, Azerbaiyán, China, Pakistán y Rusia, se abstuvieron de la votación expresando las reservas de sus gobiernos sobre el texto aprobado, mientras que los otros once miembros votaron a favor de la resolución.